# Собчак, Павел
Па́вел Со́бчак (пол. Paweł Sobczak; род. 29 июня 1978, Плоцк) — польский футболист, нападающий.

## Биография
Павел Собчак родился 29 июня 1978 года в польском городе Плоцк.
Занимался футболом в плоцком «Сточнёвце». Играл на позиции нападающего. В 1995 году стал футболистом плоцкой «Петрохемии». 10 августа 1997 года в её составе дебютировал в чемпионате Польши. В первом сезоне провёл 32 матча в чемпионате, забил 2 мяча.
В 1999 году перебрался в Австрию, где выступал за «Аустрию-Мемфис-Магну» из Вены. По ходу сезона перешёл в итальянский «Дженоа», выступавший в Серии B, но провёл в его составе только 3 матча.
В 2001 году вернулся в Польшу, где в течение сезона играл за «Видзев» из Лодзи и РКС из Радомско. Сезон-2002/2003 провёл в австрийской «Адмире Ваккер» и польской «Погони» из Щецина, сезон-2003/2004 — в варшавской «Полонии» и кипрском «Анортосисе».
В 2004 году пополнил состав «Вислы» из Плоцка (бывшей «Петрохемии»), в которой провёл четыре сезона с перерывом на выступление в «Подбескидзе» из Бельско-Бялы. В 2006 году в составе «Вислы» стал обладателем Суперкубка Польши.
По ходу сезона-2007/2008 перебрался в Германию, где сыграл 5 матчей за «Викторию-1994» из Кёльна. В дальнейшем до конца карьеры выступал в польском ГКС из Катовице, греческую «Ламию», польские команды низших лиг «Каштелан» из Серпца и «Здрой» из Цехоцинека. Закончил выступления в 2011 году.

## Достижения
Висла (Плоцк)
- Обладатель Суперкубка Польши: 2006.